# Paralelo 38 norte
El paralelo 38.º norte (o paralelo 38 norte) es una línea paralela ubicada en los 38° norte del plano ecuatorial de la Tierra. Dicho paralelo ha tenido una especial importancia en la historia moderna de Corea. Igualmente existe su equivalente en el hemisferio sur.
A esta latitud el día dura 14 horas con 48 minutos en el solsticio de junio y 9 horas con 32 minutos en el solsticio de diciembre.
Comenzando en el meridiano de Greenwich y siguiendo hacia el oriente el paralelo 38 norte pasa a través de:
- El mar Mediterráneo
- Italia ( Sicilia y una pequeña parte de la Italia continental)
- El mar Jónico
- Grecia
- El mar Egeo
- Irán
- Turkmenistán
- Uzbekistán
- Tayikistán
- Afganistán
- China
- El mar Amarillo
- Corea del Norte
- Corea del Sur
- El mar de Japón
- Japón (Honshu)
- El océano Pacífico
- Estados Unidos
- El océano Atlántico
- Portugal
- España ( Región de Murcia,  Andalucía,  Comunidad Valenciana,  Extremadura)

## El paralelo en Corea

El paralelo 38 cruza la frontera entre Corea del Norte y Corea del Sur.

El paralelo 38 fue propuesto por primera vez como una línea divisoria interna para Corea en 1902. Rusia intentaba arrastrar a Corea bajo su control, mientras que Japón tenía reconocimiento de sus derechos en Corea por parte de los británicos. En un intento por prevenir cualquier conflicto Japón propuso a Rusia que se dividiera a Corea en dos partes de acuerdo con su esfera de influencia a partir del paralelo 38. De cualquier modo, ningún acuerdo oficial fue alcanzado y Japón después tomó el control total soberano de Corea.
Después de la rendición de Japón de la Segunda Guerra Mundial en 1945, el paralelo fue establecido como el límite entre las zonas de ocupación soviética (norte) y estadounidense (sur), tal y como Dean Rusk y Charles Bonesteel habían sugerido anteriormente. El paralelo dividió a la península de Corea aproximadamente a la mitad. En 1948 la línea se convirtió en la frontera internacional entre las dos recién creadas naciones; Corea del Sur y Corea del Norte. Durante la guerra de Corea el paralelo fue invadido primeramente por fuerzas norcoreanas. Ante esto Estados Unidos a través de la ONU avanzó para combatir las líneas enemigas, traspasó dicho paralelo y se abrió paso a la capital de Corea del Norte. Al final de la guerra de Corea una nueva frontera fue establecida a través de la mitad de la zona desmilitarizada la cual corta el paralelo 38 en un ángulo agudo de suroeste a noreste. Es por ello que desde entonces también se conoce a la frontera de Corea como el paralelo 38, aunque en verdad desde 1950 la nueva frontera no se ciñe estrictamente a ese paralelo.
- Datos: Q483102
- Multimedia: 38th parallel north / Q483102